# Гипотезы о природе Тунгусского метеорита
Гипотезы о природе Тунгусского метеорита — гипотезы и суждения о событии связанном с «Тунгусским метеоритом» («Тунгусский феномен», «Тунгусское космическое тело»), произошедшем в 1908 году в Сибири в районе реки Подкаменная Тунгуска.

## История
Падение Тунгусского метеорита в 1908 году вызвало к жизни большое количество догадок, версий и гипотез, причём ни одна из них не может объяснить весь комплекс наблюдаемых явлений. В ряде публикаций можно встретить упоминание о 120 гипотезах, предлагающих те или иные варианты объяснений событий 30 июня 1908 г., однако значительная их часть является ничем не обоснованной. Научная гипотеза должна отвечать как минимум двум требованиям:
1. Не противоречить современной научной картине мира;
2. Допускать возможность моделирования, реальной проверки и опровержения данной гипотезы.

Таким образом, гипотез, соответствующих данным требованиям, в проблеме Тунгусского метеорита насчитывается не более 3—4 (падение метеорита, падение кометы, тектонические или вулканические проявления). Все прочие гипотезы являются вариантами основных, или непрофессиональными и фантастическими допущениями.

## Каталоги гипотез
В альманахе журнала «Природа» за 1969 год была опубликована статья П. И. Привалова «В помощь составителям гипотез, связанных с падением Тунгусского метеорита». Позднее выяснилось, что под псевдонимом П. И. Привалов выступил И. Т. Зоткин — сотрудник Комитета по метеоритам АН СССР. На основе анализа 10 монографий, 390 статей, 180 докладов и 550 популярных публикаций, он выделил 77 основных гипотез, из них техногенных — 14, связанных с антивеществом — 8, религиозных — 3, геофизических — 10, метеоритных — 28, кометных — 11 и синтетических — 3.
На сайте, созданном и поддерживаемом В. А. Ромейко (МГДД(Ю)Т), www.tunguska.ru, выделено 40 основных версий, в том числе популярных и фантастических.
В книге А. Войцеховского и В. Ромейко «Тунгусский метеорит: 100 лет великой загадке» (2008) представлен каталог из 66 версий разного плана, классифицированных по 10 группам: от метеоритных до религиозных.

## Версии
Версии по № 23 составлены по каталогу Ромейко и Войцеховского, с объединением повторяющихся. Перечисление ведётся в хронологической последовательности.

### 1. Сошествие бога Агды или начало Второго пришествия
Вероятно, первое объяснение событий 1908 г., принадлежащее тунгусам. Местные жители рассказывали членам экспедиции Л. А. Кулика, что Агды представляет собою железную птицу, извергающую огонь и гром, метающую огненные стрелы, дабы покарать неправедный народ. Сотрудник Комитета по метеоритам Б. И. Вронский утверждал, что «С лёгкой руки одного журналиста огненные птицы „агды“, по-видимому олицетворявшие молнии, были превращены в повелителя эвенкийских духов бога Агды (по другой транскрипции, Огды), который якобы в 1908 году слетел на землю и произвел все вышеуказанные пертурбации. Этот неведомый тунгусам мифический бог прочно вошел в „фольклор“ исследователей Тунгусского дива, и без него не обходилось ни одно популярное изложение обстоятельств, связанных с катастрофой 1908 года. Согласно этой „концепции“, место, куда в дыму и пламени спустился грозный бог Агды, было якобы объявлено священным: шаманы наложили на него строжайший запрет и ни один эвенк под страхом тягчайших кар со стороны потусторонних сил не должен был переступать границу этой запретной зоны».
Староверы придерживались мнения, что началось Второе пришествие. По понятным причинам данная версия развития не получила.

### 2. Война с Японией
Версия не имела конкретного автора, распространялась в день катастрофы в форме слухов в Канском уезде, Енисейске, на золотых приисках и прочих местах, близких к Транссибирской железной дороге. Развития не получила.

### 3. Пылевое облако
Гипотеза выдвигалась трижды. Ф. де Руа (Франция) в 1908 г. предположил, что 30 июня 1908 г. Земля столкнулась с облаком космической пыли. В 1932 г. аналогичную версию высказал В. И. Вернадский. В 1961 г. биофизик Г. Ф. Плеханов — основатель движения КСЭ (Комплексных самодеятельных экспедиций) трансформировал эту версию. По мнению Плеханова, Земля пересекла облако межзвёздного вещества, одним из его конгломератов было то, что получило название Тунгусского метеорита. С облаком вещества столкнулось только Северное полушарие Земли.

### 4. Столкновение с кометой
Впервые версия выдвинута в июле 1908 г. метеорологом из Ставрополя Л. Я. Апостоловым, без уточнения размеров кометы и её привязки к существующим.
В 1910 г. независимо от него гипотеза была выдвинута М. Вольфом — директором Гейдельбергской обсерватории (Германия). Он также не уточнял, какая это была комета. В 1930-е гг. аналогичная версия выдвигалась в США и Великобритании и была основательно доработана В. Г. Фесенковым.
Кометная гипотеза объясняет отсутствие вещества на месте взрыва, а также оптические аномалии, наблюдаемые до и после катастрофы.

#### Комета Понса — Виннеке
Л. А. Кулик, последовательно отстаивая метеоритную природу Тунгусского феномена, исходя из вычислений, опубликованных в 1927 г. В. А. Мальцевым и Б. В. Окунёвым, заявил, что рой обломков железного метеорита мог быть связан с кометой Понса — Виннеке. В 1929 г. И. С. Астапович эту версию опроверг.

#### Комета Энке — Баклунда
В 1969 г. И. Т. Зоткин совместно с Ю. П. Псковским (ГАИШ) проверяли предположение о связи метеорных потоков с радиантом Тунгусского тела. Результатом стала гипотеза о связи тунгусской катастрофы с потоком Таурид, связанных с короткопериодической кометой Энке — Баклунда. Однако уже в 1971 г. Зоткин отказался от этой идеи. В 1978 г. её, однако, поддержал чехословацкий астроном Л. Кресак.

#### Комета Галлея
Версия выдвинута А. Войцеховским в 1988 г. Тунгусское тело могло быть осколком кометы Галлея или каким-либо из её попутчиков.

### 5. Падение группы метеоритов
Версия выдвинута директором Иркутской астрономической обсерватории А. В. Вознесенским, который занимал эту должность в 1908 г. После окончания обработки материалов в 1925 г., он заявил, что в районе реки Подкаменная Тунгуска упала группа метеоритов, двигавшаяся по азимуту 15° с юго-юго-запада на северо-северо-восток.

### 6. События земного происхождения
Ряд участников экспедиций Л. А. Кулика утверждали, что вывал деревьев и ожоги были вызваны сильным ураганом и лесным пожаром.

### 7. Каменный метеорит
В 1930 г. в отсутствие начальника, участник экспедиции Кулика — К. Д. Янковский обнаружил в урочище Чургим некий тёмный камень. Это сообщение стало основой для гипотезы о падении каменного метеорита или его обломков. В 1990-е годы В. И. Воронов утверждал, что во время охотничьих вылазок он вновь обнаружил данный камень, имеющий, скорее всего, ледниковое происхождение.

### 8. Гибель космического корабля
Впервые выдвинута А. П. Казанцевым в рассказе-гипотезе «Взрыв» в январском номере журнала «Вокруг света» за 1946 г. Позднее рассказ был переделан в повесть «Гость из космоса» и использован в очередной редакции романа «Пылающий остров». Рассказ был инсценирован в Московском планетарии Ф. Ю. Зигелем. Также эту идею использовал Станислав Лем (роман «Астронавты» 1951 года).
В 1980-е гг. А. П. Казанцев скорректировал свою первоначальную версию, основываясь на якобы имевших место в 1969 г. наблюдениях 10-12 спутников Земли с аномальными траекториями. Казанцев предположил, что пришельцы, терпящие бедствие, увели корабль от Земли, и он взорвался в космосе, а Тунгусский метеорит был посадкой (удачной или неудачной) орбитального модуля. Эту последнюю версию использовал фантаст В. Щербаков в романе «Чаша бурь» (1985).

#### Манёвр на траектории движения
Гипотеза выдвинута в 1959 г. Ф. Ю. Зигелем («Знание — сила», № 6, 1959) и в дальнейшем разрабатывалась им в публикациях в журналах «Смена» и «Техника — молодежи». Если в 1959 г. Зигель полагал, что над Тунгуской потерпел катастрофу НЛО, то в 1960-е гг. утверждал, что разница в оценках траекторий движения Тунгусского тела (по направлению вывала леса и показаниям очевидцев) объясняется тем, что оно сманеврировало. Гипотеза является продолжением идей А. П. Казанцева.

### 9. Атомный взрыв
Гипотезу выдвинул А. В. Золотов, разработавший теорию естественного ядерного взрыва Тунгусского тела, опубликованную в «Докладах АН СССР» (Т. 136, № 1, 1961). В 1970 г. опубликована монография «Проблемы Тунгусской катастрофы 1908 года» по материалам диссертации на соискание учёной степени кандидата физико-математических наук.

### 10. Взрыв антивещества
Гипотеза была выдвинута Линкольном Ла-Пасом (США) в 1948 г. в журнале Popular Astronomy, но идею автор высказывал в кулуарах ещё в начале 1940-х гг.
В 1965 г. гипотеза была развита У. Либби, К. Коэном и К. Этлури. Согласно их мнению, аннигиляция вызвала выделение ядерной энергии, чем объясняется повышенное содержание изотопа С14 в древесном материале. В СССР гипотезу поддержал Б. П. Константинов, введя представление о комете из антивещества.

### 11. Электрический пробой при прохождении заряженного метеорита в атмосфере Земли
Теория выдвинута В. Ф. Соляником в 1951 г. и обобщена в монографии 1980 г. Он полагал, что Тунгусский метеорит был железо-никелевым положительно заряженным телом, которое разрядилось на высоте 15-20 км и упало далеко от места взрыва.
В 1963 г. А. П. Невский рассматривал проблему положительного электрического заряда метеоритов, пролетающих в атмосфере с гиперзвуковой скоростью. Работа Невского была опубликована в «Астрономическом вестнике» АН СССР (Т. 12, № 4, 1978).

### 12. Распад кометного вещества
Гипотеза выдвинута К. П. Флоренским в 1959 г. по материалам экспедиции к месту катастрофы. Согласно его мнению, неустойчивые соединения, входящие в голову кометы, могли вступить в реакцию с атмосферным кислородом.
Г. И. Петров, рассмотрев проблему торможения тел в атмосфере с низкой массовой плотностью, выявил новую, взрывную, форму входа в атмосферу космического объекта, не дающую, в отличие от случая обычных метеоритов, видимых следов распавшегося тела.

### 13. Прогрессивное разрушение
Выдвинута в 1960 г. М. А. Цикулиным, в 1966 г. уточнена Г. И. Покровским (статья «О взрывах метеорных тел, движущихся в атмосфере» // Метеоритика, вып. 27, 1966). Покровский рассчитал, что обломки космического тела при движении в атмосфере будут вести себя как единое тело, имеющее свойства жидкости

### 14. Тепловой взрыв
Профессор К. П. Станюкович в 1961 г. в «Метеоритике» опубликовал статью, в которой доказывал, что Тунгусский взрыв объясняется переходом кинетической энергии в тепловую при торможении космического тела в атмосфере.

### 15. Гипотеза рикошета кометы
Впервые сформулирована И. С. Астаповичем в статье «Несостоятельность гипотезы падения на Землю Тунгусского метеорита 30 июня 1908 г.» (1963). Автор полагал, что Тунгусское тело было кометой с параметрами, близкими комете 1874 г. (Виннике-Борелли-Темпеля). Вторгшись в атмосферу по пологой траектории, комета за 13 сек. потеряла все оболочки, но ядро вышло в космическое пространство по гиперболической траектории.
В 1984 г. гипотезу скорректировал Е. Иорданишвили: в его представлении, Тунгусское тело было метеоритом, а не кометой.

### 16. Фантастические допущения и гипотезы

#### Внеземной лазерный сигнал
Фантастическое допущение, сделанное в статье Г. Альтова и В. Журавлёвой «Путешествие в эпицентр полемики» (Сборник «Фантастика. 1964 год»). Тунгусский взрыв был якобы лазерным сигналом, отправленным из планетной системы 61 Лебедя.

#### Пародии 1960-х гг.
- В повести А. и Б. Стругацких «Понедельник начинается в субботу» выдвинута шуточная идея о пришельцах-контрамотах, выходцах из вселенной, где время течёт в направлении, противоположном нашему. Таким образом, события 30 июня 1908 г. — это не посадка космического корабля, а его старт.
- В 1966 г. молодые участники очередной КСЭ предположили, основываясь на показаниях свидетелей 1908 г. («летящий сноп», «огненная метла», «горящее бревно»), что метеорит был деревянным, возможно, из особой космической древесины. Кроме того, в 1929 г. на дне предполагаемого метеоритного кратера Л. А. Кулик обнаружил пень[7].
- Г. Ф. Плеханов — основатель движения КСЭ, в 1960-е гг., страдая от летнего изобилия гнуса в тайге, предложил идею, что 30 июня 1908 г. собралась туча комаров объёмом не менее 5 км³, вследствие чего произошёл объёмный тепловой взрыв, повлёкший за собой вывал леса.

#### Целенаправленное действие внеземного разума
Допущение сделано уфологами и мистиками А. Кузовкиным и А. Прийма в 1983—1984 гг. на страницах журнала «Техника — молодежи». Они предположили, что некоторые сообщения очевидцев 1908 г. свидетельствуют, что траекторий движения тунгусского космического тела было не две, а три, что означает, якобы, что пришельцы устроили рукотворную катастрофу трёх «информационных контейнеров». Когда земная цивилизация достигнет должного уровня развития, содержимое «контейнеров» станет доступно человечеству.

#### Обратное во времени движениеНЛО
Версия выдвинута уфологом В. А. Чернобровым в 1993 г. (журнал «Техника — молодёжи»). Содержание этой версии аналогично описанной в повести «Понедельник начинается в субботу», но без тени иронии.

#### Эксперименты Никола Теслы
Эксперименты Николы Теслы с беспроводной передачей электроэнергии. Данная версия впервые была озвучена в одной из телепередач А. Гордона около 2000 г. О мотивах этого эксперимента высказываются самые разные предположения, вплоть до расчистки пути к Северному полюсу Роберту Пири.

#### Уничтожение кометы инопланетянами
В журнале «АэроМастер» (№ 9—10, 2005 г.) опубликована экзотическая версия Ю. Лавбина, согласно которой в атмосферу Земли над территорией Франции вторглась комета массой около 200 млн тонн, а над территорией Эвенкии она была уничтожена инопланетным космическим кораблём, который сам потерпел аварию при посадке. Таким образом, главные следы катастрофы следует искать минимум в 400 км от современного эпицентра.

#### Криптоисторическая версия
Версия Н. А. Савельевой-Новосёловой и А. В. Савельева предусматривает испытания ядерного оружия в России 1908 года с доставкой бомбы на цеппелине.
Ряд прочих гипотез см. в основной статье Тунгусский метеорит

### 17.Чёрная дыра
Гипотеза выдвинута в 1973 г. сотрудниками Техасского университета (США) А. Джексоном и М. Райаном. Согласно их мнению, Тунгусский метеорит был чёрной микродырой массой порядка 1020 — 1022 г, что сравнимо с массой астероида. Чёрная дыра столкнулась с Землёй в Центральной Сибири и прошла её насквозь, выйдя в Центральной Атлантике (между Ньюфаундлендом и Гренландией). Этому сопутствовали атмосферные явления и ударная волна.

### 18. Газо-грязевой выброс
Гипотеза выдвинута в 1981 г. Н. Кудрявцевой и развита в 1986 г. Н. С. Снигиревской. В районе Ванавары находятся проявления палеовулканизма, таким образом, сначала произошёл взрыв, а затем — атмосферные явления, которые были ошибочно приняты за болид.

#### Взрыв природного газа
Данные допущения публиковались на страницах газет «Комсомольская правда» и «Советская Россия» в 1984—1989 гг. По расчётам Д. Тимофеева, для взрыва, по мощности сопоставимого с Тунгусским, потребовалось около 2,5 млрд м³ природного газа. Интерес к гипотезе возрос после взрыва газопровода в Башкирии 3 июня 1989 г.

#### Прочие варианты
В ряде любительских публикаций в 1980-е гг. рассматривались также взрывы газовоздушной смеси, вторжение в атмосферу Земли глыбы твёрдого водорода с образованием взрывчатой смеси, газогидратных соединений, взрыва водорода, образовавшегося в результате атмосферного гидролиза кометного вещества и т. д.

### 19. Кометный прорывозонового слоя
Гипотеза выдвинута Г. Ивановым (1991) в газете «Комсомольская правда» для объяснения усиленного роста деревьев после Тунгусской катастрофы. Согласное его мнению, произошёл прорыв озонового слоя, в результате чего тайга подверглась интенсивному космическому облучению, образовались аммиачные удобрения, которые и повлияли на скорость прироста тайги.

### 20. Падениеастероида
Версия выдвинута в 1983 г. З. Секанином (США), пришедшим к выводу, что Тунгусское космическое тело было астероидом из группы Аполлон.

### 21.Шаровая молния
Предположения о гигантской шаровой молнии высказывали ещё некоторые очевидцы 1908 г., но популярностью эта версия стала пользоваться в 1980-е гг. Согласно этой идее (Л. Мухарев, Б. Герман, В. Сальников), Тунгусский взрыв был разновидностью шаровой молнии или следствием флюктуаций земного магнитного поля.

### 22. Солнечныйплазмоид
В 1984 г. А. Н. Дмитриев (Новосибирск) совместно с В. К. Журавлёвым опубликовали работу, в которой доказывали возможность образования микротранзиентов, то есть микроскопических плазменных тел, которые могут захватываться магнитным полем Земли и дрейфовать по его градиентам.
Дмитриев и Журавлёв применили к показаниям очевидцев математические методы (в 1981 г. в Томске был опубликован каталог показаний очевидцев, включающий свидетельства 720 человек), в результате чего выяснили, что наблюдатели 30 июня 1908 г. видели два разных объекта: один шёл по восточной траектории, второй — по южной, причём резко отличалось и время наблюдения. Таким образом, по мнению новосибирских исследователей, плазмоидов было два.

### 23. Тектонические силы
В 1991 г. в «Известиях АН СССР» А. Ю. Ольховатов напечатал первую статью, положения которой были развиты в монографиях 1997 и 1999 гг. Согласно А. Ю. Ольховатову, Тунгусский взрыв был проявлением тектонической энергии пояса древних взрывных образований — астроблем, расположенных близ Восточной-Сибирской геомагнитной аномалии. Таким образом, Тунгусский взрыв был лишь локальным проявлением процессов глобального масштаба.

### 24. Железный метеорит, пролетевший по касательной траектории
В 2020 году исследователи из Сибирского федерального университета, МФТИ и Физического института им. Лебедева РАН рассчитали математическую модель прохождения метеоритов диаметром 200, 100 и 50 м, состоящих из трех типов материалов — железа, камня[уточнить] и водяного льда, через атмосферу Земли с минимальной высотой траектории в диапазоне 10—15 км. В результате они отвергли версию ледяного тела, поскольку тепло, генерируемое трением об атмосферу на такой скорости, полностью расплавило бы ледяное тело ещё на подлёте. Каменный метеорит с высокой вероятностью рассыпался бы на куски при входе в атмосферу от колоссального давления и своей пористой структуры. По результатам расчётов научная группа утверждает, что событие могло произойти при вхождении в плотные слои атмосферы железного тела диаметром 100—200 м, пролетевшего по касательной траектории и создавшего мощную ударную волну. Гипотеза объясняет, почему не было найдено осколков в районе Подкаменной Тунгуски.